# Andy Impey
Andrew Rodney Impey, meglio noto come Andy Impey (Londra, 30 settembre 1971), è un allenatore di calcio ed ex calciatore inglese, di ruolo difensore.

## Palmarès

### Giocatore

#### Competizioni nazionali
- Coppa di Lega inglese: 1

Leicester City: 1999-2000